# WWE United States Championship
WWE United States Championship – tytuł mistrzowski profesjonalnego wrestlingu promowane przez World Wrestling Enterteinment w brandzie SmackDown. Wraz z WWE Intercontinental Championship (będącym w brandzie Raw) jest jednym z dwóch drugorzędnych tytułów w organizacji.
Jest to jedyne aktywne mistrzostwo w WWE, które oryginalnie zostało utworzone w innej organizacji, a także drugie najstarsze obok WWE Championship (1963).
Mistrzostwo zostało utworzone 1 stycznia 1975 jako NWA United States Heavyweight Championship przez organizację Mid-Atlantic Championship Wrestling (MACW), w późniejszym okresie znaną jako Jim Crockett Promotions. Po wykupieniu jej przez Teda Turnera, zostało przeniesione do World Championship Wrestling (WCW), które oddzieliło się od ligi National Wrestling Alliance (NWA). Pierwszym mistrzem był Harley Race.
Po tym jak WCW zostało kupione przez World Wrestling Federation (WWF, późniejsze WWE) w 2001, ówczesny posiadacz bronił mistrzostwa w WWF do czasu unifikacji z Intercontinental Championship na gali Survivor Series z 2001. Po wprowadzeniu podziału WWE na brandy w 2002, mistrzostwo zostało przywrócone w lipcu 2003 jako WWE United States Championship.

## Historia

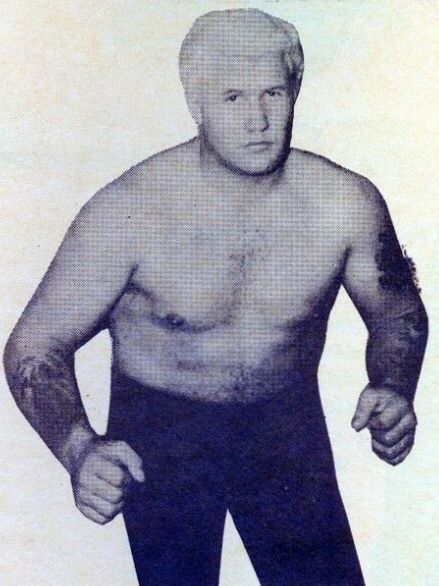
Pierwszy mistrz Harley Race

Mistrzostwo zostało utworzone jako United States Heavyweight Championship w 1975. Początkowo było głównym regionalnym mistrzostwem stworzonym i bronionym w Mid-Atlantic Championship Wrestling Jima Crocketta (oficjalnie Jim Crockett Promotions). 1 stycznia wyłoniony został pierwszy mistrz, Harley Race. Liga, do której należała organizacja Crocketta, National Wrestling Alliance (NWA), dopuszczała tylko jedno mistrzostwo światowe, ale nie było jednego niekwestionowanego mistrza Stanów Zjednoczonych. Wiele organizacji, przynależących do NWA, posiadało własną wersję mistrzostwa USA. Na przestrzeni lat część tych organizacji upadła, wskutek czego w styczniu 1981 wersja mistrzostwa promowana przez Crocketta stała się jedyną wersją mistrzostwa NWA United States Championship.
Po tym jak 2 listopada 1988 Ted Turner oficjalnie wykupił firmę Jim Crockett Promotions, mistrzostwo zostało przeniesione do nowo powstałej firmy Turnera World Championship Wrestling (WCW). Stało się drugorzędnym tytułem, po tym jak WCW wprowadziło własne mistrzostwo świata WCW World Heavyweight Championship, W 1993 firma Turnera opuściła ligę NWA, w związku z czym mistrzostwo Stanów Zjednoczonych zostało przemianowane na WCW United States Championship.
23 marca 2001 WWF wykupiło World Championship Wrestling, swoją główną konkurencję, za 4,2 miliony dolarów. Mistrzostwo United States Championship stało się własnością WWF. 18 listopada, na gali Survivor Series, zostało zunifikowane z drugorzędnym mistrzostwem WWF Intercontinental Championship. Mistrz Stanów Zjednoczonych Edge pokonał mistrza WWF Intercontinental, Testa, zostając posiadaczem obu pasów mistrzowskich i dezaktywując United States Championship.
Po podziale WWE na brandy w 2003, generalna menadżerka brandu SmackDown, Stephanie McMahon, przywróciła mistrzostwo Stanów Zjednoczonych pod nazwą WWE United States Championship. Stało się ono drugorzędnym mistrzostwem brandu. 27 lipca pierwszym posiadaczem po reaktywacji stał się Eddie Guerrero, który wygrał turniej na gali Vengeance. Pozostało w SmackDown do 13 kwietnia 2009, kiedy mistrz Montel Vontavious Porter został przeniesiony do Raw w ramach draftu. Od tego czasu mistrzostwo wielokrotnie zmieniało przynależność do określonego brandu.
6 lipca 2020 roku na odcinku Raw, po 17 latach od reaktywacji tytułu, MVP zaprezentował zupełnie nowy projekt pasa Stanów Zjednoczonych. Pas ma teraz tylko trzy płyty. Środkowa płyta jest odwróconym siedmiokątem. W górnej części środkowej płyty znajduje się logo WWE otoczone białymi gwiazdami na złotym tle. Poniżej napis „UNITED STATES” jest napisany na czerwono, a „CHAMPION” jest wyraźnie napisane poniżej na niebiesko; osiem gwiazd dzieli te dwie rzeczy. Poniżej słowa champion widnieje orzeł z rozpostartymi skrzydłami na płycie, z czerwono-białymi paskami amerykańskiej flagi pod skrzydłami. Zgodnie z większością innych pasów mistrzowskich WWE, pas posiada dwie boczne płyty ze zdejmowaną częścią środkową, którą można spersonalizować za pomocą logo mistrza; domyślne płyty boczne składają się z logo WWE na kuli.

### Przynależność mistrzostwa
| Data                  | Brand     | Dodatkowe informacje                                                                                          |
| --------------------- | --------- | --- |
| 27 lipca 2003(dts)    | SmackDown | United States Championship zostało przywrócone ekskluzywnie dla brandu SmackDown!.                            |
| 23 czerwca 2008(dts)  | ECW       | Matt Hardy został przeniesiony do ECW, zabierając ze sobą tytuł.                                              |
| 20 lipca 2008(dts)    | SmackDown | United States Championship powrócił na SmackDown po wygranej tytułu przez członka brandu, Sheltona Benjamina. |
| 13 kwietnia 2009(dts) | Raw       | W wyniku draftu, mistrz Montel Vontavious Porter został przeniesiony na Raw wraz z tytułem.                   |
| 26 kwietnia 2011(dts) | SmackDown | W wyniku draftu uzupełniającego, mistrz Sheamus został przeniesiony na SmackDown wraz z tytułem.              |
| 1 maja 2011(dts)      | Raw       | United States Championship powrócił do Raw po przejęciu go przez członka brandu, Kofiego Kingstona.           |
| 29 sierpnia 2011(dts) | N/A       | Zakończono podział WWE na brandy.                                                                             |
| 19 lipca 2016(dts)    | Raw       | Przywrócenie podziału WWE na brandy. Mistrz United States Rusev został przydzielony do Raw w wyniku draftu.   |
| 11 kwietnia 2017(dts) | SmackDown | W wyniku Superstar Shake-up, mistrz Kevin Owens został przydzielony do SmackDown.                             |
| 16 kwietnia 2018(dts) | Raw       | W wyniku Superstar Shake-up, mistrz Jinder Mahal został przydzielony do Raw.                                  |
| 17 kwietnia 2018(dts) | SmackDown | Następnego dnia, po pokonaniu Mahala w walce o mistrzostwo, Jeff Hardy przeniósł się do SmackDown.            |
| 22 kwietnia 2019(dts) | Raw       | W wyniku Superstar Shake-up, mistrz Samoa Joe został przydzielony do Raw.                                     |
| 8 maja 2023(dts)      | SmackDown | W wyniku draftu, mistrz Austin Theory został przydzielony do SmackDown.                                       |

## Panowania
Pierwszym mistrzem był Harley Race. Ogółem było 105 różnych mistrzów i 183 różnych panowań. Ric Flair posiadał tytuł rekordowo sześć razy. Najdłużej panującym mistrzem był Lex Luger, którego panowanie wyniosło 523 dni (od 22 maja 1989 do 27 października 1990). Najkrócej mistrzem był Steve Austin, posiadający tytuł około 5 minut (18 września 1994).
Obecnym mistrzem jest Solo Sikoa, który jest w swoim pierwszym panowaniu. Pokonał poprzedniego mistrza Jacoba Fatu na Night of Champions, 28 czerwca 2025.